# Tkinter
Tkinter (от англ. Tk interface) — кросс-платформенная событийно-ориентированная графическая библиотека на основе средств Tk (широко распространённая в мире GNU/Linux и других UNIX‐подобных систем, портирована также и на Microsoft Windows), написанная Стином Лумхольтом (Steen Lumholt) и Гвидо ван Россумом. Входит в стандартную библиотеку Python.
Tkinter — это свободное программное обеспечение, распространяемое под Python-лицензией (англ.).

## Назначение
Библиотека предназначена для организации диалогов в программе с помощью оконного графического интерфейса (GUI).
В составе библиотеки присутствуют общие графические компоненты:
- Toplevel/Tk — Окно верхнего уровня (корневой виджет).
- Frame — Рамка. Содержит в себе другие визуальные компоненты, используется для группировки виджетов.
- Label — Этикетка. Показывает некоторый текст или графическое изображение.
- Entry — Однострочное поле ввода текста.
- Text — Форматируемое поле ввода текста. Позволяет показывать, редактировать и форматировать текст с использованием различных стилей, а также внедрять в текст рисунки и окна.
- Canvas — Холст. Может использоваться для вывода графических примитивов, таких как прямоугольники, эллипсы, линии, а также текст, изображения и окна.
- Button — Кнопка. Простая кнопка для выполнения команды и других действий.
- Radiobutton — Переключатель. Представляет одно из альтернативных значений некоторой переменной. Обычно действует в группе. Когда пользователь выбирает какую-либо опцию, с ранее выбранного в этой же группе элемента выбор снимается.
- Checkbutton — Флажок. Похож на Radiobutton, но имеет возможность множественного выбора, предоставляя отдельную переменную на каждый экземпляр виджета.
- Scale — Шкала с ползунком. Позволяет задать числовое значение путём перемещения движка.
- Listbox — Список. Показывает список, из которого пользователь может выделить один или несколько элементов.
- Scrollbar — Полоса прокрутки. Может использоваться вместе с некоторыми другими компонентами для их прокрутки.
- Menu — Меню. Служит для организации всплывающих (popup) и ниспадающих (pulldown) меню.
- Menubutton — Кнопка-меню. Используется для организации pulldown-меню.
- Message — Сообщение. Аналогично Label, но позволяет заворачивать длинные строки и легко меняет свой размер.
- OptionMenu
- Spinbox
- LabelFrame
- PanedWindow

Также следует отметить, что в Python присутствует набор дополнительных средств в следующих модулях:
- Canvas
- Dialog
- FileDialog
- FixTk
- ScrolledText
- SimpleDialog
- Tix
- Tkconstants
- Tkdnd
- tkColorChooser
- tkCommonDialog
- tkFileDialog
- tkFont
- tkMessageBox
- tkSimpleDialog
- turtle

## Пример: программа Hello World
```
from
 
tkinter
 
import
 
*

root
 
=
 
Tk
()

root
.
title
(
"Hello World!"
)

root
.
geometry
(
'300x40'
)

def
 
button_clicked
():

    
print
(
"Hello World!"
)

def
 
close
():

    
root
.
destroy
()

    
root
.
quit
()

button
 
=
 
Button
(
root
,
 
text
=
"Press Me"
,
 
command
=
button_clicked
)

button
.
pack
(
fill
=
BOTH
)

root
.
protocol
(
'WM_DELETE_WINDOW'
,
 
close
)

root
.
mainloop
()

```

Разбор программы

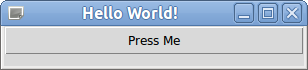
Результат выполнения программы в среде GNOME

Приведённый пример демонстрирует простейшее приложение GUI на Python.
Первая строка программы импортирует модуль tkinter (до версии 3.1 языка Python название модуля tkinter писалось в коде с прописной буквы — «Tkinter»):
```
from
 
tkinter
 
import
 
*

```

В результате импортирования в пространстве имён программы (скрипта) появляются имена, встроенные в Tkinter, к которым можно обращаться непосредственно. Необходимо заметить, что массовое импортирование имён может привести к их конфликту. Кроме того, для интерпретатора требуется больше времени, чтобы в списке доступных имён найти нужное.
Следующая команда создаёт корневое (root) окно программы (далее окно):
```
root
 
=
 
Tk
()

```

Следующая команда меняет заголовок окна:
```
root
.
title
(
"Hello World!"
)

```

Следующая команда устанавливает размеры окна:
```
root
.
geometry
(
'300x40'
)

```

Далее следует определение функции-обработчика события «нажата кнопка мыши».
```
def
 
button_clicked
():

    
print
(
"Hello World!"
)

```

Функция-обработчик события «закрытие главного окна». Она останавливает главный цикл приложения и разрушает главное окно. Без неё закрыть программу можно, лишь если завершить процесс интерпретатора Python. Поскольку функция использует глобальную переменную root, объявление самой функции должно следовать после объявления переменной root.
```
def
 
close
():

    
root
.
destroy
()

    
root
.
quit
()

```

Создаем кнопку с текстом «Press Me» и привязываем её к вышеопределенной функции-обработчику:
```
button
 
=
 
Button
(
root
,
 
text
=
"Press Me"
,
 
command
=
button_clicked
)

```

«Упаковываем» созданную кнопку с помощью менеджера компоновки pack. fill=BOTH (также можно fill="both") указывает кнопке занимать все доступное пространство (по ширине и высоте) на родительском виджете root:
```
button
.
pack
(
fill
=
BOTH
)

```

Привязываем событие закрытия главного окна с функцией-обработчиком close:
```
root
.
protocol
(
'WM_DELETE_WINDOW'
,
 
close
)

```

Запускаем главный цикл приложения:
```
root
.
mainloop
()

```

В результате нажатия кнопки в консоли будет выведено сообщение «Hello, World!». Сообщение будет выводиться каждый раз при нажатии кнопки.